# Chalcoscirtus atratus
Chalcoscirtus atratus är en spindelart som först beskrevs av Tord Tamerlan Teodor Thorell 1875.  Chalcoscirtus atratus ingår i släktet Chalcoscirtus och familjen hoppspindlar. Inga underarter finns listade i Catalogue of Life.